# Omar Sy

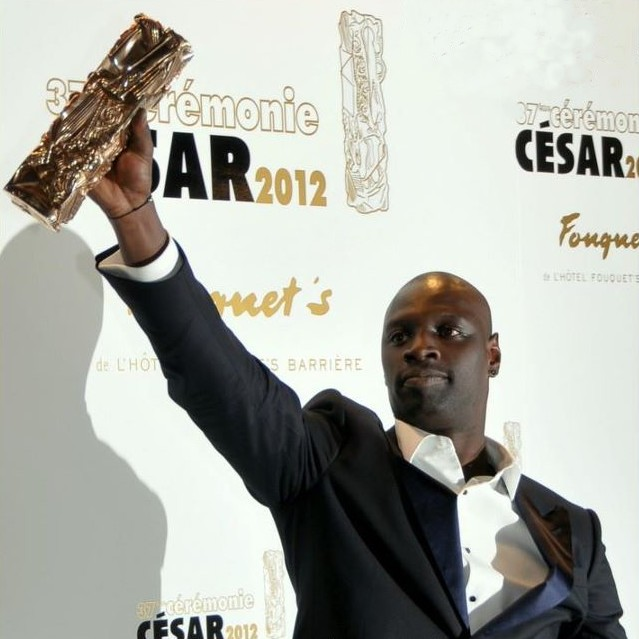
Omar Sy ze statuetką Cezara (2012)

Omar Sy (ur. 20 stycznia 1978 w Trappes) – francuski komik, aktor, producent filmowy i scenarzysta pochodzenia senegalsko-mauretańskiego. Wystąpił m.in. w komedii Nietykalni (2011), która zyskała 19,27 mln widzów w kinach w samej Francji, i za którą w 2012 otrzymał Cezara dla najlepszego aktora.

## Życiorys
Urodził się i wychowywał się w mieście Trappes pod Paryżem, jako syn sprzątaczki pochodzącej z Mauretanii i robotnika pochodzącego z Senegalu, wywodzącego się z plemienia Fulanów.
Swoją karierę rozpoczął w latach 1996-1997 na falach radiowych Radio Nova, gdzie poznał Freda Testota, swojego pierwszego partnera scenicznego, oraz duet Éric Judor i Ramzy Bedia. Współpracował z komikiem Jamelem Debbouze’em w Le Cinéma de Jamel. Pod wpływem Testota rozpoczął karierę sceniczną. W studio Canal+ France występował w programie Le Visiophone (Wideofon), opartym na parodii i farsie. Potem stworzył szereg komicznych występów w programie Je ne fais pas mon âge, Service après-vente des émissions, Omar et Fred: le spectacle (2005). Nadawanie spotkało się z ogromnym entuzjazmem telewidzów.
W 2000 pojawił się jako minstrel w jednym z odcinków serialu satyrycznym Canal+ France La cape et l'épée, a także użyczył swojego głosu w filmie krótkometrażowym Granturismo. Był taksówkarzem w komedii La tour Montparnasse infernale (2001). W Pościg za milionem (Le Boulet, 2002) u boku Gérarda Lanvina, Djimona Hounsou, Rossy de Palmy i Benoît Poelvoorde'a pojawił się jako Malijczyk. W komedii przygodowej Alaina Chabata Asterix i Obelix: Misja Kleopatra (2002) z Christianem Clavierem i Gérardem Depardieu wystąpił jako malarz.
Przełomem była postać Drissa Vassary w komedii Nietykalni (2011) u boku François Cluzeta, za którą otrzymał Cezara dla najlepszego aktora podczas 37. ceremonii w Paryżu 24 lutego 2012. Nagroda jest wyjątkowa, ponieważ została przekazana pierwszemu czarnoskóremu aktorowi w tej kategorii.
W czerwcu 2014 znalazł się na okładce francuskiej edycji „Vanity Fair”.
Zasiadał w jury konkursu głównego na 77. MFF w Cannes (2024).

## Życie prywatne
5 lipca 2007 ożenił się z Hélène. Mają pięcioro dzieci.

## Odznaczenia
- Chevalier Orderu Sztuki i Literatury – 2012[8]

## Filmografia
- 2000: Granturismo
- 2001: La Tour Montparnasse Infernale
- 2001: La concierge est dans l'ascenseur
- 2001: Omar et Fred serial TV (aktor i scenarzysta)
- 2002: The Race
- 2002: Ces jours heureux
- 2002: Le boulet
- 2002: Samouraïs
- 2002: Si j'étais lui
- 2003: La beuze
- 2004: Coming-out
- 2004: Le carton
- 2006: Les multiples serial TV (głos)
- 2006: Nos jours heureux
- od 2006: SAV des émissions serial TV (aktor i scenarzysta)
- 2007: Moot-Moot serial TV (głos)
- 2007: Garage Babes
- 2008: Seuls Two
- 2009: King Guillaume
- 2009: Envoyés très spéciaux
- 2009: Tellement proches
- 2009: Lascars (głos)
- 2009: Safari
- 2009: Micmacs
- 2009: La loi de Murphy
- 2009: Arthur and the Revenge of Maltazard (dubbing)
- 2009: La vraie vie d'Omar & Fred (aktor i scenarzysta)
- 2010: Le pas Petit Poucet
- 2010: Allez raconte! (głos)
- 2010: Histoires de vies serial TV, (gościnnie)
- 2011: Les Tuche
- 2011: Nietykalni jako Driss
- 2012: Les seigneurs
- 2013: Mais qui a retué Pamela Rose?
- 2013: Mood Indigo
- 2013: L'Écume des jours
- 2013: Nieobliczalni (De l'autre côté du périph)
- 2014: X-Men: Przeszłość, która nadejdzie jako Bishop
- 2014: Samba jako Samba Cissé
- 2014: Munio: Strażnik Księżyca jako Sohone (głos)
- 2015: Jurassic World jako Barry
- 2015: Chocolat jako  Rafael Padilla dit Chocolat
- 2016: Jutro będziemy szczęśliwi jako Samuel
- 2016: Inferno jako Christoph Bouchard
- 2018: Gliniarz z Belleville jako Sebastian 'Baaba' Bouchard
- 2018: Yao jako Seydou Tall
- 2020: Zew krwi jako Perrault
- 2021: Lupin jako Assane Diop